# Neki novi klinci
Neki novi klinci je tinejdžerska humoristička serija koja se emitovala na prvom programu Radio-televizije Srbije 2003. godine. Seriju je osmislila tekstopisac Spomenka Kovač, koja je napisala i scenario za ovu seriju.

## Radnja serije
Serija se dešava u izmišljenoj školi na Vračaru. Glavni junaci su učenici odeljenja VIII3 i njihovi profesori. Svi oni zajedno upadaju u razne smešne situacije. U seriji su gostovale mnoge zvezde, kao boj-bend Peti element, Nataša Bekvalac i muzičarka Kristina Kovač. Prva sezona je imala 14 epizoda. Za Novu godinu, dodata je još jedna epizoda kao novogodišnji specijal. Nastavak je bio planiran ali je rad na njemu obustavljen nakon smrti Spomenke Kovač.

## Likovi
Roki, Sofija i Mina su najbolje prijateljice. One su popularne devojke u školi i ostali nisu 'dovoljno kul' za njih. Na početku serije, one su same, ali polako se i one upuštaju u veze. Roki sa Packetom, Soka sa Kečinom i Mina sa Njutnom. 
Marlena i Mira su prijateljice, ali ne i najbolje drugarice. One su najbolje učenice u odeljenju. Obe su čirlidersice. Marlena tokom serije postaje Borina devojka, a Mira, na samom kraju, Fićina.
Packe i Kečina važe kao veliki frajeri u školi. Za učenje ne mare. Jure samo najbolje devojke, ali ih Roki i Sofija 'ukrote', i njima postaju apsolutno verni.
Bora, Fića i Džoni su najbolji prijatelji. Bora se doselio iz Amerike, a tamo je video J.Lo. Fića i Džoni sve devojke muvaju na foru 'šta ti radiš ovih dana?', uz to ide obavezan pokret rukom.
Njutn i Bojanče su najbolji drugovi i totalno nezamisliva kombinacija. Njutn je najbolji učenik u odeljenju, dok je Bojanče neviđeno glup. Jednom kada je Bojanče pitao: "Šta je Aušvic?", Njutn mu je hladne glave rekao: "Ski-centar u Poljskoj, Bojanče". "Aha!", rekao je Bojanče.
Aušvic je nastavnik matematike i fizike. On je novi razredni VIII3. Kako nijedan nastavnik ne voli VIII3, Aušvic odlučuje da ih dovede u red. Oni ga u početku ne vole, te mu daju nadimak Aušvic, ali ga onda zavole i smatraju ga najboljim razrednim na svetu. Zaljubljen je u sekretaricu Dadu, koja mu na kraju postaje devojka. 
Travolta je nastavnik muzičkog, večni obožavalac Elvisa Prislija. Zaljubljen je u Edit, nastavnicu francuskog, i odbija da poveruje da je ona u vezi sa nastavnikom fizičkog, Ristom (Glistom, kako mu dodaju đaci).
Zagorka, iliti Zaga, direktorka je škole. Hobi joj je tračarenje sa njenim asistentom Grozdom, koja je neviđena tračara.

## Uloge
| Glumac:              | Uloga:                                                 |
| -------------------- | ------------------------------------------------------ |
| Ana Mandić           | Marlena                                                |
| Ana Petrović         | Mira                                                   |
| Anja Kovač           | Roki                                                   |
| Marija Ivković       | Sofija                                                 |
| Nada Bogdanov        | Mina                                                   |
| Stefan Buzurović     | Packe                                                  |
| Igor Bećirić         | Kečina                                                 |
| Milan Jovićević      | Njutn                                                  |
| Jovan Damjanović     | Bojanče                                                |
| Đorđe Mandić         | Bora                                                   |
| Milan Trajković      | Fića                                                   |
| Nemanja Milić        | Džoni                                                  |
| Aleksandar Srećković | Vladimir Janković Aušvic, profesor matematike i fizike |
| Tatjana Bokan        | Daliborka Mojsilović Dada, sekretarica                 |
| Branka Petrić        | Grozda, sekretarica                                    |
| Danijela Kuzmanović  | Profesorka geografije                                  |
| Dijana Marojević     | Mirjana Ilić                                           |
| Ljubinka Klarić      | Edit Marković, profesorka francuskog                   |
| Nenad Jezdić         | Rista, profesor fizičkog                               |
| Branka Pujić         | Radmila Igić, Mis Pigi, profesorka engleskog           |
| Vojka Ćordić-Čavajda | tetkica Rosa                                           |
| Andrej Šepetovski    | Slobodan Milošević Sloba                               |
| Neda Arnerić         | Dragica Tomić, Vokativ, profesorka srpskog             |
| Minja Filipović      | Direktorka Zagorka                                     |
| Igor Perović         | Dušan Perović Travolta, profesor muzičkog              |

## Spoljašnje veze
- Neki novi klinci на веб-сајту  (језик: енглески)